# Trias-jura-utdöendet
Trias-jura utdöendet kallas det massutdöende som inträffade för ungefär 200 miljoner år sedan. Det markerar gränsen mellan trias och jura och är en av de fem stora massutdöenden i jordens historia. Det påverkade livet på landet och i oceanerna. En hel klass, konodonter, dog ut.
 Tjugo procent av alla marina familjer och alla stora Crurotarsi (icke-dinosaurier härskarödlor), några kvarvarande therapsider, och många av de stora amfibierna dog också ut. Åtminstone hälften av de nu kända arterna som levde på planeten vid tidpunkten blev utrotade. Händelsen lämnade flera ekologiska nischer öppna, vilket tillät dinosaurierna att överta den dominerande rollen under Juraperioden. Denna händelse skedde på mindre än 10 000 år just innan Pangea sprack upp i olika delar.
Statistisk analys av de marina förlusterna vid denna tid tyder på att minskningen av mångfalden orsakades mer av en minskning i artbildning än av en ökning i utdöenden.
Flera förklaringar till den här händelsen har blivit föreslagna, bland annat klimatförändringar eller havsnivåförändringar, asteroidnedslag och vulkanisk aktivitet, men alla har olösta problem.